# Gerhard Vowe

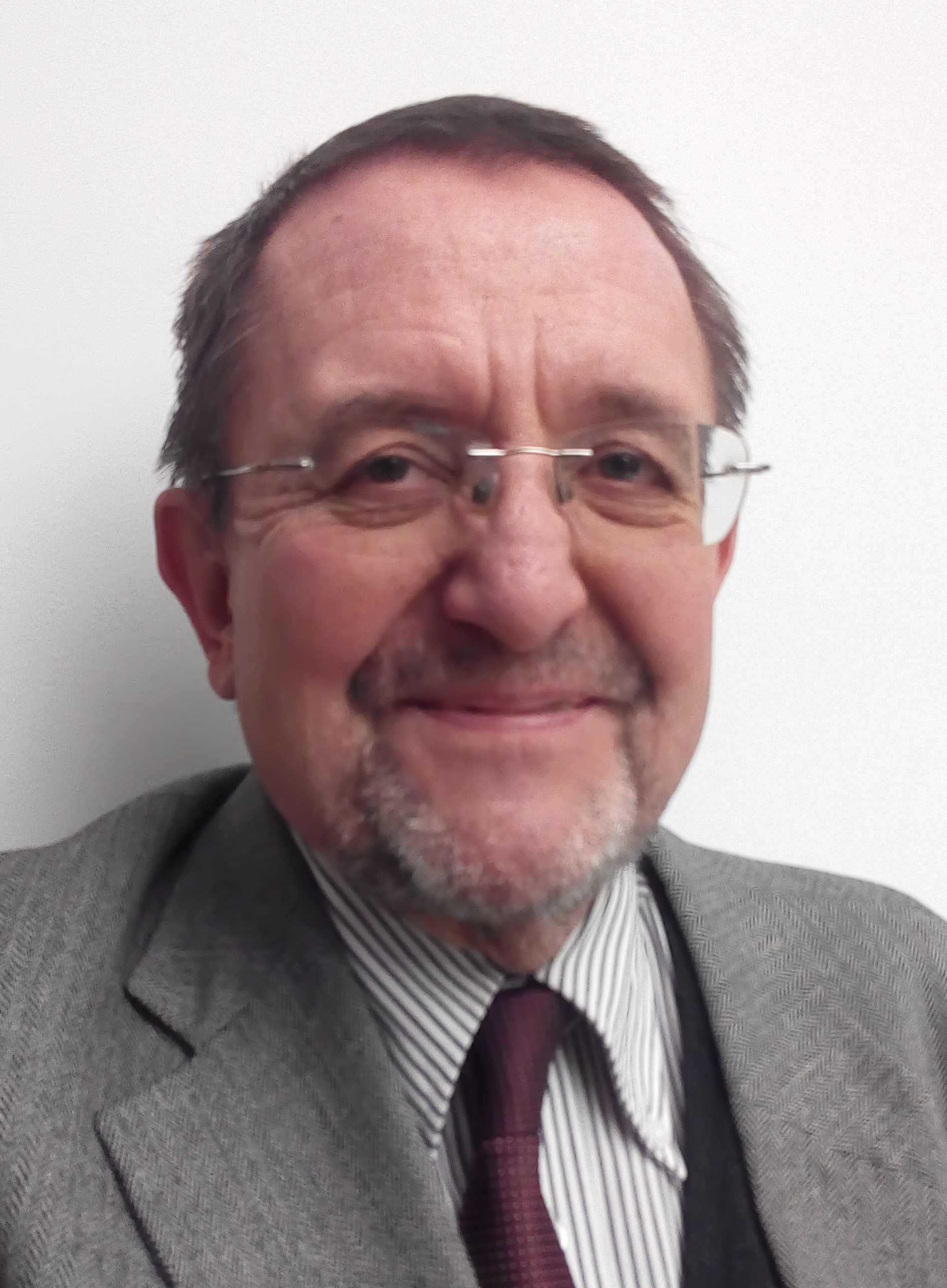
Gerhard Vowe (2017)

Gerhard Vowe (* 1953 in Moers) ist ein deutscher Politik- und Kommunikationswissenschaftler und Professor a. D. am Institut für Sozialwissenschaften der Heinrich-Heine-Universität Düsseldorf.

## Werdegang
Vowe ist der jüngste von vier Söhnen des evangelischen Moerser Pfarrers Erich Vowe, der in der NS-Zeit der bekennenden Kirche angehörte. Nach dem altsprachlichen Abitur 1971 am Gymnasium Adolfinum in Moers begann Vowe im Wintersemester 1971/72 ein Studium der politischen Wissenschaft und der Geschichte an der FU Berlin. Im Verlaufe des Studiums kam das Fach Informations- und Dokumentationswissenschaft hinzu. Er beendete das Studium 1978 mit dem Diplom in Politischer Wissenschaft. Im Anschluss war er als Assistent von 1979 bis 1983 im Arbeitsbereich Informationswissenschaft am Institut für Publizistikwissenschaft der FU tätig. Von 1983 bis 1987 erhielt er eine Stelle als Wissenschaftlicher Mitarbeiter im Arbeitsgebiet „Technik und Politik“ am Institut für Politikwissenschaft der TH Darmstadt. Seine Promotion erfolgte 1984 mit einer Arbeit über „Information und Kommunikation als Brücke zwischen Wissenschaft und Gesellschaft“ an der FU Berlin. Von 1987 an arbeitete Vowe wieder in Berlin am Institut für Publizistikwissenschaft im dreijährigen Drittmittelprojekt „Recherchefeld Wissenschaft“. Seine Forschungsarbeiten befassten sich mit der Enquête-Kommission des Bundestages zu riskanten Technologien und zur Technologiefolgenabschätzung. Ab 1990 leitete er als Geschäftsführer einen am Institut neu eingerichteten Studiengang für berufstätige Journalisten.
Mit der Schrift über „Technik im parlamentarischen Diskurs“ wurde Vowe 1992 an der TH Darmstadt im Fach Politikwissenschaft habilitiert. Bis 1997 war er zusätzlich als Privatdozent an der Humboldt-Universität Berlin tätig. In dieser Zeit wirkte er als Gastwissenschaftler am Max-Planck-Institut für Gesellschaftsforschung in Köln sowie als Gastprofessor an der Hochschule der Künste Berlin. 1995/1996 hatte er eine einjährige Vertretung am Institut für Kommunikationswissenschaft der TU Dresden. Im Jahr 1998 erhielt er eine Stelle als C3-Professor für Politik und Medien am Institut für Medien- und Kommunikationswissenschaft der TU Ilmenau, das er ab 2001 als Direktor leitete. Seit Dezember 2004 ist Vowe C4-Professor für Kommunikations- und Medienwissenschaft im Institut für Sozialwissenschaften an der Heinrich-Heine-Universität Düsseldorf. Von 2011 bis 2018 war er Sprecher der DFG-Forschergruppe „Politische Kommunikation in der Online-Welt“. In der von ihm geleiteten Forschergruppe wurde untersucht, wie sich die politische Kommunikation unter Online-Bedingungen verändert. Drei exemplarische Ergebnisse: (1) Politische Außenseiter können sehr viel effektiver als früher ihre Themen über Online-Medien in die Öffentlichkeit einschleusen. (2) Ein wachsender Teil der Bürger entnimmt nicht mehr den klassischen Massenmedien, sondern den von ihnen genutzten sozialen Netzmedien, wie die öffentliche Meinung zu brisanten politischen Themen ist. (3) Politische Organisationen passen sich an die veränderten Kommunikationsbedingungen an. Insgesamt sind diese Veränderungen so massiv, dass von einem neuen Strukturwandel der Öffentlichkeit gesprochen werden kann.
In den letzten Jahren hat Vowe sich zunehmend mit Problemen der Kooperation in Forschungsverbünden beschäftigt, etwa damit, wie in einem Forschungsverbund Aufwand und Ertrag fair verteilt werden können oder wie kooperative und kompetitive Elemente in einem Verbund austariert werden sollten.
Vowe hat zahlreiche Forschungsprojekte geleitet, vor allem mit Mitteln der DFG. Nach dem Ende seiner regulären Dienstzeit 2019 war er bis 2023 als Seniorprofessor an der Universität Düsseldorf tätig.
Vowe ist verheiratet und hat vier Kinder und zwei Enkel.

## Forschungsbereiche
Schwerpunkte von Vowes Arbeit sind Medienpolitik und politische Kommunikation vor allem mit Bezug zu Online-Kommunikation. Seine Forschungsfelder betreffen die Themen
- Politische Online-Kommunikation
- Professionelle Dienstleister in der politischen Kommunikation
- Wahrgenommene Medieneinflüsse
- Kooperation in Forschungsverbünden
- Normen für (Online-)Kommunikation

## Publikationen
Vowe hat mehr als 200 Publikationen vorgelegt, darunter 56 Aufsätze in deutsch- und englischsprachigen Fachzeitschriften. Seine letzten Bücher sind:
- Zusammen mit Martin Emmer und Jens Wolling: Bürger Online: Die Entwicklung der politischen Online-Kommunikation in Deutschland. UVK, Konstanz, 2011, ISBN 978-3867642798.
- Hrsg. zusammen mit Marco Dohle: Politische Unterhaltung - Unterhaltende Politik. Forschung zu Medieninhalten, Medienrezeption und Medienwirkungen. Herbert von Halem Verlag, Köln 2014, ISBN 978-3-86962-064-0.
- Hrsg. zusammen mit Philipp Henn: Political communication in the online world: Theoretical approaches and research designs. Routledge, London/New York 2016, ISBN 978-1138900080.

## Lehre
Vowe hat in seiner universitären Tätigkeit über 250 Lehrveranstaltungen durchgeführt, vor allem zu Themen der politischen Kommunikation, zu Medienpolitik und zu Medienwirkungen. Er hat in verschiedenen Studiengängen mehr als 300 Studienabschlussarbeiten und 19 Promotionen betreut.